# Pyrausta tatalis
Pyrausta tatalis is een vlinder van de familie van de grasmotten (Crambidae). De wetenschappelijke naam van deze soort is voor het eerst voorgesteld als Botis tatalis door Augustus Radcliffe Grote in een publicatie uit 1877.
De soort komt voor in de westelijke helft van de Verenigde Staten.